# Trois Danses fantastiques
Les Trois Danses fantastiques, opus 5, sont trois danses pour piano écrites par le compositeur russe Dmitri Chostakovitch. Chostakovitch n'avait que 16 ans lorsqu'il composa ces danses en 1922 ; elles sont dédiées à Joseph Schwarz. La création n'en fut faite que trois ans plus tard, en 1925, à Moscou par le compositeur au piano. Ces courtes pièces ne durent qu'une minute chacune. L'influence de Scriabine est indéniable. Dmitri Chostakovitch a eu quelques hésitations concernant son œuvre ; la publication n'eut lieu qu'en 1937, soit 15 ans après la composition.